# Melizoderidae
Melizoderidae è una piccola famiglia di insetti appartenente all'ordine dei Rincoti Omotteri, superfamiglia dei Membracoidea.

## Descrizione
Gli adulti sono morfologicamente affini alla più nota e diffusa famiglia dei Membracidae, dalla maggior parte dei quali si distinguono per il mancato sviluppo ipertelico del pronoto.
Il capo è metagnato, largo, provvisto di due ocelli e due occhi composti e con regione fronto-clipeale marcatamente convessa. Nel torace manca l'espansione posteriore del pronoto sopra lo scutello, che risulta perciò visibile alla vista dorsale. Al pari dei Membracidae e degli Aetalionidae, le pleure del mesotorace presentano l'episterno indiviso e provvisto di un processo dorsale simile ad un dente.
Le ali anteriori sono differenziate in tegmine, ripiegate a tetto sull'addome in fase di riposo. La vena media è fusa alla base con la radio e ben distinta dalla cubito, oppure ha un decorso indipendente, separato sia dalla radio sia dalla cubito. Le zampe posteriori sono di tipo saltatorio, presentano le coxe allungate e trasverse e le tibie prive della fila di setole spiniformi tipica dei Cicadellidae. Nelle zampe anteriori il trocantere e il femore non sono fusi, carattere che li contraddistingue dagli Aetalionidae.

## Sistematica
La famiglia dei Melizoderidae è presente esclusivamente nel Cile. È composta da 2 generi e comprende solo 8 specie.